# 작센알텐부르크 공국

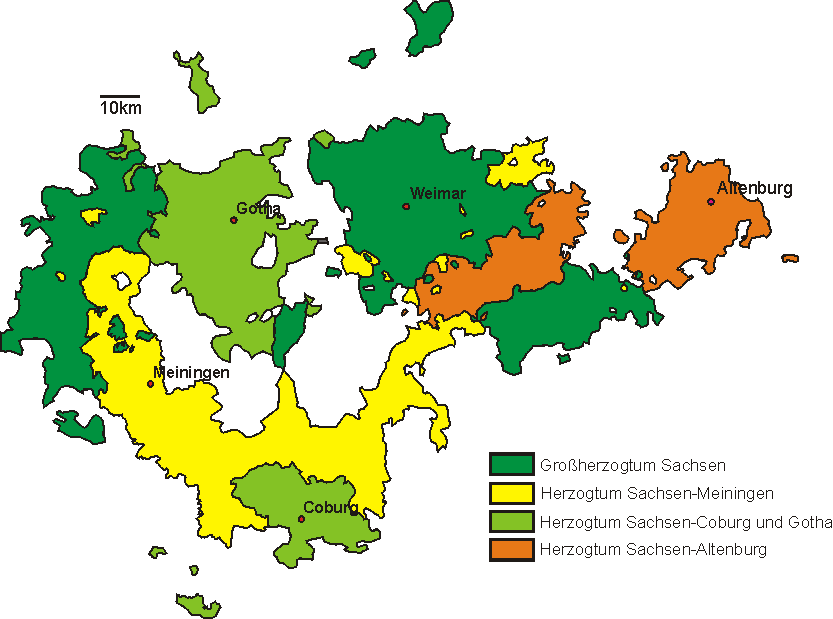
1825년 이후의 작센 공작령 지도 (주황색이 작센알텐부르크 공국)

작센알텐부르크(독일어: Sachsen-Altenburg)는 1918년까지 독일 중부 튀링겐 지역에 있던 공국으로, 작센 공작령 중 하나이다. 수도는 알텐부르크에 두고 있었다. 면적은 1,323km2. 인구는 1905년 당시 20만 7000명이었다.

국기
국장

## 역사
1603년에 작센알텐부르크 공국이 되었다. 독일 연방시절인 1825년 작센고타알텐부르크의 해체로 작센코부르크고타 공국과 작센알텐부르크 공국으로 분리된다. 1866년 북독일 연방에 가맹하였고, 1871년 프로이센과 동군연합을 이루면서 독일제국의 일부가 된다. 1918년 11월 14일 패전 직후 에른스트 2세가 퇴위, 자유주가 되었다가 1920년 튀링겐주에 합병되었다. 1991년 에른스트 2세의 유일한 후손인 게오르크 모리츠공이 독신으로 사망하면서 작센알텐부르크 공가는 완전히 끊긴다.

## 역대 군주
- 1826년 - 1834년 프리드리히 (1763-1834)
- 1834년 - 1848년 요제프 (1789-1868)
- 1848년 - 1853년 게오르크 (1796-1853)
- 1853년 - 1908년 에른스트 1세 (1826-1908)
- 1908년 - 1918년 에른스트 2세 (1871-1955)

## 같이 보기
- 에른스트계 작센 제공국